# Karl Heinrich Barth
Pour les articles homonymes, voir Barth (homonymie).
Karl Heinrich Barth, né le 12 juillet 1847 à Pillau, arrondissement de Fischhausen (province de Prusse) et mort le 23 décembre 1922 à Berlin (République de Weimar), était un pianiste et pédagogue allemand.

## Biographie
Il est l'élève de Hans von Bülow à Berlin et travaille également avec Hans Bronsart von Schellendorff et Carl Tausig. Il est nommé professeur au Conservatoire Stern de Berlin en 1868, puis à l'Académie de musique Hanns Eisler en 1871 où il est notamment le professeur de Wilhelm Kempff. Avec Pauline Strauss-De Ahna et Valentin Haussmann, ils forment le Trio Barth, qui remporte un succès considérable.